# Klaus Wannemacher
Klaus Wannemacher (* 1972 in Gehrden) ist ein deutscher Organisationsberater und Publizist. 

## Leben und Wirken
Klaus Wannemacher studierte von 1992 bis 1999 Germanistik und Evangelische Theologie an den Universitäten in Göttingen, San Diego und Heidelberg. Er promovierte 2002 bei Dieter Borchmeyer (Universität Heidelberg) und Hans-Peter Bayerdörfer (LMU München) mit einer Dissertation zur Anregung des Dokumentartheaters durch Erwin Piscator (1951 bis 1966). Wannemacher arbeitet beim HIS-Institut für Hochschulentwicklung (HIS-HE) in Hannover. 
Wannemacher wirkt an der Schwerpunktinitiative „Digitale Information“ der Allianz der Wissenschaftsorganisationen mit, die u. a. auf eine verbesserte Ausstattung von Wissenschaftlerinnen und Wissenschaftlern mit Informationsinfrastrukturen fokussiert. Im Rahmen der Themengruppen des Hochschulforums Digitalisierung beteiligte er sich an der Aufgabe, das Thema ‚Digitales Lehren und Lernen‘ verstärkt auf die hochschulpolitische Agenda zu bringen. Er ist „Fellow“ der Gesellschaft für Medien in der Wissenschaft (GMW).

## Schriften (Auswahl)
I. Monographien
- mit Maren Lübcke (2019): Bildungsverständnis im europaweiten Vergleich. Analyse von Konzeptionen und Narrativen der EU-Kommission und ausgewählter EU-Länder. Hochschulforum Digitalisierung, Berlin (Arbeitspapier Nr. 49). URL: Hochschulforum Digitalisierung
- mit Harald Gilch, Anna Sophie Beise, René Krempkow, Marko Müller, Friedrich Stratmann (2019): Digitalisierung der Hochschulen. Ergebnisse einer Schwerpunktstudie für die Expertenkommission Forschung und Innovation. Expertenkommission Forschung und Innovation (EFI), Berlin (Studien zum deutschen Innovationssystem, Nr. 14-2019). URL: Expertenkommission Forschung und Innovation
- mit Dominic Orr, Maren Lübcke, Philipp Schmidt, Markus Ebner, Martin Ebner & Dieter Dohmen (2019): AHEAD – Internationales Horizon-Scanning: Trendanalyse zu einer Hochschullandschaft in 2030 – Hauptbericht der AHEAD-Studie. Hochschulforum Digitalisierung, Berlin (Arbeitspapier Nr. 42). DOI:10.5281/zenodo.2677655. URL: HFD
- mit Anja Gottburgsen, Jonas Wernz & Janka Willige (2019): Ingenieurausbildung für die Digitale Transformation. VDI-Studie. VDI Verein Deutscher Ingenieure, Düsseldorf. URL: ft.informatik.de
- mit Maren Lübcke (2018): Vermittlung von Datenkompetenzen an den Hochschulen: Studienangebote im Bereich Data Science. HIS-HE, Hannover (Forum Hochschulentwicklung 1|2018). ISBN 978-3-9818817-1-4. URL: HIS-Institut für Hochschulentwicklung
- Digitale Modelle internationaler Hochschulkooperation in der Lehre. Hochschulforum Digitalisierung, Berlin 2016 (Arbeitspapier Nr. 22). URL: HFD
- mit Imke Jungermann, Sven Osterfeld, Julia Scholz & Anna von Villiez (2016): Organisation digitaler Lehre in den deutschen Hochschulen. Hochschulforum Digitalisierung, Berlin (Arbeitspapier Nr. 21). URL: HFD
- mit Imke Jungermann, Julia Scholz, Hacer Tercanli & Anna von Villiez (2016): Digitale Lernszenarien im Hochschulbereich. Hochschulforum Digitalisierung, Berlin (Arbeitspapier Nr. 15). URL: HFD
- mit Anna Sophie Beise, Imke Jungermann (Hrsg.) (2014): Qualitätssicherung von Studiengängen jenseits der Programmakkreditierung. Neue Herausforderungen für Hochschulsteuerung und Organisationsentwicklung. Deutsches Zentrum für Hochschul- und Wissenschaftsforschung, Hannover (Forum Hochschule 1|2014). ISBN 978-3-86426-036-0. URL: HIS-HE
- mit Horst Moog & Bernd Kleimann (Hrsg.) (2008): ITIL goes University? Serviceorientiertes IT-Management an Hochschulen. Konzepte und erste Praxiserfahrungen. Hochschul-Informations-System, Hannover (Forum Hochschule 8|2008). URL: Deutsches Zentrum für Hochschul- und Wissenschaftsforschung
- mit Bernd Kleimann (2004): E-Learning an deutschen Hochschulen. Von der Projektentwicklung zur nachhaltigen Implementierung. HIS, Hannover (Hochschulplanung, Bd. 165). ISBN 3-930447-56-8. URL: HIS-HE

II. Aufsätze
- mit Harald Gilch, Anna Sophie Beise, René Krempkow, Marko Müller, Friedrich Stratmann (2019): Zum Stand der Digitalisierung der Hochschulen in Deutschland in Forschung, Lehre und Verwaltung. In: Qualität in der Wissenschaft, 13. Jg., 2/2019, S. 34-40. URL: Qualität in der Wissenschaft
- Digitale Weiterbildungsangebote an deutschsprachigen Hochschulen. In: Thomas Köhler & Helge Fischer (Hrsg.): Postgraduale Bildung mit digitalen Medien. Fallbeispiele aus den sächsischen Hochschulen. Waxmann, Münster etc. 2014, S. 13-25. URL: Waxmann Verlag
- mit Frank Schulenburg (2010): Wikipedia in Academic Studies – Corrupting or Improving the Quality of Teaching and Learning? In: Martin Ebner & Mandy Schiefner (Hrsg.): Looking Toward the Future of Technology-Enhanced Education: Ubiquitous Learning and the Digital Native. IGI Global, Hershey, PA, S. 295–310. URL: Google Books
- mit Lars Degenhardt, Harald Gilch, Birga Stender (2009): Campus-Management-Systeme erfolgreich einführen. In: Hans Robert Hansen, Dimitris Karagiannis & Hans-Georg Fill (Hrsg.): Business Services: Konzepte, Technologien, Anwendungen. 9. Internationale Tagung Wirtschaftsinformatik. Wien, 25.-27. Februar 2009. Bd. 2. Österreichische Computer Gesellschaft, Wien, S. 463–472. URL: Ludwig-Maximilians-Universität München

Wannemacher koordiniert darüber hinaus die Arbeit des Editorial Boards der Gesellschaft für Medien in der Wissenschaft und betreut die Buchreihe „Medien in der Wissenschaft“ (seit 2011).